# Doulon (rivière)
Pour les articles homonymes, voir Doulon (homonymie).
Le Doulon est un ruisseau français qui coule en Auvergne-Rhône-Alpes, dans les départements du Puy-de-Dôme et de la Haute-Loire. C'est un affluent de la Senouire en rive droite, donc un sous-affluent de la Loire par l’Allier.

## Géographie
Le Doulon prend sa source dans les monts du Livradois, sur la commune de Saint-Germain-l'Herm (Puy-de-Dôme).
De 35,3 km de longueur, il se dirige vers le sud sur l’ensemble de son parcours et se jette dans la Senouire  à Domeyrat en amont de Brioude.

## Communes traversées
Le Doulon longe ou traverse neuf communes, deux dans le Puy-de-Dôme et sept dans la Haute-Loire qui sont, d’amont en aval :
- Saint-Germain-l'Herm (63), Fayet-Ronaye (63), Saint-Vert (43), Laval-sur-Doulon (43), Saint-Didier-sur-Doulon (43), Vals-le-Chastel (43), Saint-Préjet-Armandon (43), Frugières-le-Pin (43), Domeyrat (43)

## Affluents
Le Doulon compte vingt-trois affluents référencés parmi lesquels :
| - Ruisseau de Faredonde - Ruisseau des Gorces - Ruisseau d'Echandelon - Ruisseau du Vignon - Ruisseau de la Guelle | - Ruisseau de la Planchette - Ruisseau de Saugues - Ruisseau de Cossange - Ruisseau du Soleil - Ruisseau des Chalus | - Ruisseau de la Veze - Ruisseau de Tourchon - Ruisseau du Roc - R uisseau des Lavanches - Ruisseau de la Trinite | - Ruisseau de Cubelles - Ruisseau des Biounes |